# Albert Gallatin
Pour les articles homonymes, voir Gallatin.
Abraham Alfonse Albert de Gallatin, né le 29 janvier 1761 à Genève et mort le 12 août 1849, dans le quartier d'Astoria dans le Queens à New York, est une personnalité politique et un diplomate genevois et américain, secrétaire du Trésor de 1801 à 1814, et fondateur de l'université de New York en 1831.

## Jeunesse
Albert Gallatin naît dans la maison familiale de la rue des Granges, à Genève,. Il appartient à une famille fortunée, et émigre en 1780 au Massachusetts. Pendant une brève période il tente de se lancer dans les affaires, et, plus brièvement encore, il enseigne le français à Harvard. Il acquiert finalement des terres en Pennsylvanie et s'y installe en 1784 (ses terres sont en fait situées en Virginie quand il les achète mais sont peu après rattachées à la Pennsylvanie).

## Carrière politique
Très vite il participe à la vie politique de la Pennsylvanie. Il est membre de la convention constitutionnelle de l'État en 1789, puis est élu à l'Assemblée générale de Pennsylvanie en 1790. Élu ensuite au Sénat des États-Unis en 1793, son élection est annulée, alors qu'il a déjà prêté serment, car il n'aurait pas les qualifications requises la constitution exige que les sénateurs soient citoyens américains depuis au moins 9 ans. En 1795, il entre à la Chambre des représentants des États-Unis, où il est élu trois fois consécutives, dans les quatrième, cinquième et sixième Congrès. Devenu le chef de majorité, il fait pression sur le Secrétaire au Trésor Oliver Wolcott pour imposer une politique budgétaire responsable. Il contribue à fonder le comité des finances de la Chambre (devenu plus tard le Comité de voies et moyens, Ways and Means Committee) et utilise l'arme budgétaire, refusant de voter les crédits pour les politiques de l'exécutif auxquelles il s'oppose.

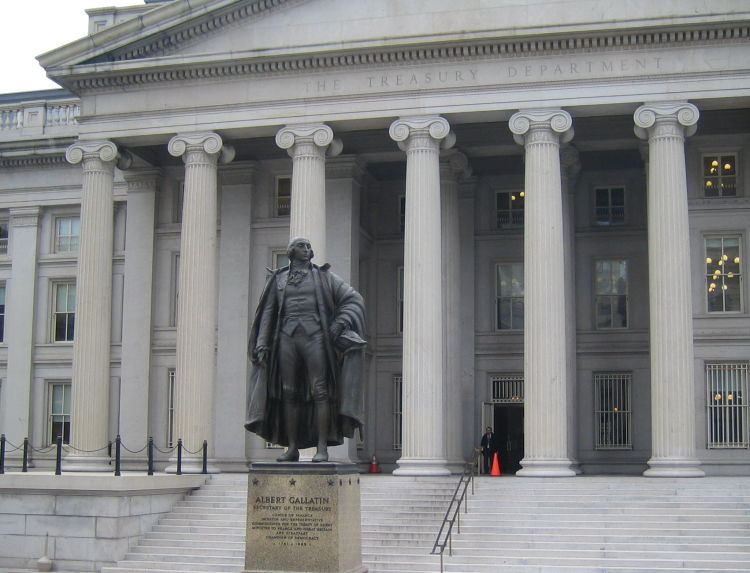
Statue d'Albert Gallatin, devant le département du Trésor américain, à Washington, D.C.

Parmi ces dernières se trouve la Quasi-guerre, campagne navale contre les corsaires français, à laquelle il s'oppose vivement. Son refus de voter les crédits pour la marine pendant cette période lui vaut une extrême animosité du parti fédéraliste, qui l'accuse d'être un espion français. Thomas Jefferson pense que les lois sur les étrangers et la sédition (Alien and Sedition Acts) ont été votées en grande partie pour empêcher Gallatin de continuer sa politique.
Quand Jefferson devient président en 1801, il nomme Gallatin au poste de secrétaire du Trésor. Il y reste treize ans, le plus long exercice de la fonction dans toute l'histoire. Pendant la première partie de son mandat, il accomplît de grands progrès pour équilibrer le budget fédéral. L'achat du territoire de la Louisiane doit en grande partie à ses efforts de se faire sans augmentation d'impôts. Gallatin s'implique également dans l'organisation de l'expédition Lewis et Clark, qui explore l'ouest du pays. C'est lui qui délimite le secteur à explorer.
Plus tard, le coût de la guerre de 1812 contre la Royaume-Uni efface une grande partie des efforts de Gallatin pour équilibrer le budget. Le président James Madison l'envoie en 1813 comme représentant des États-Unis aux négociations de paix organisées par la Russie, que les Britanniques refusent finalement, préférant des négociations directes. Gallatin démissionne de son poste de secrétaire au Trésor pour diriger la délégation des États-Unis qui négocie le traité de Gand, mettant fin à la guerre.

## Ambassadeur en Europe

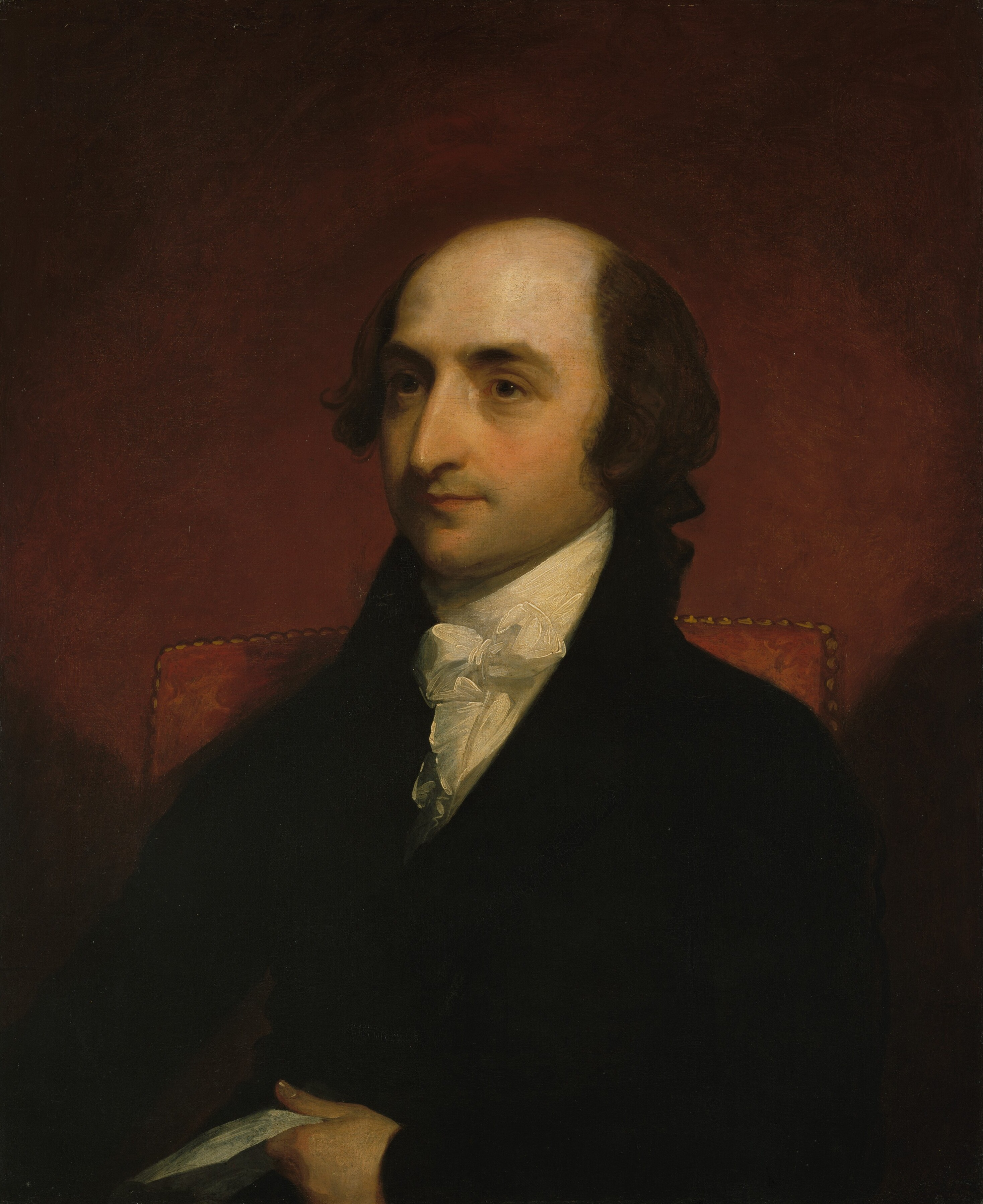
Portrait de Gallatin

À la fin de la guerre, Gallatin, préférant rester en France, est nommé ministre ambassadeur des États-Unis dans ce pays et reste en poste pendant sept ans. Il revient en Amérique en 1823 et est choisi par le Parti républicain-démocrate comme candidat à la vice-présidence, mais Martin Van Buren le dissuade d'accepter. Il rentre chez lui en Pennsylvanie, jusqu'en 1826. Le président John Quincy Adams le nomme alors ministre au Royaume-Uni, où il reste jusqu'en 1827.

## Université de New York
À son retour, il s'établit à New York. Il fonde l'université de New York (NYU) en 1831. Là, Gallatin se lance dans l'ethnologie des Amérindiens, publiant un traité sur le sujet en 1836 et fondant la Société ethnologique américaine en 1842. Il est également président de la Banque fédérale (qui plus tard a été rebaptisée « banque Gallatin »). Gallatin meurt à Astoria, sur Long Island. Il est enterré au Trinity Church Cemetery à New York. Ses descendant héritent de plusieurs millions de dollars, sa fortune se trouve à présent dans la famille Welsh.
Son portrait figurait au recto des billets de 500 dollars entre 1862 et 3 et sur le timbre ordinaire 1 cent ¼ entre 1967 et 1973.